# Plot Digitizer
Plot Digitizer — Java застосунок для оцифровування зображень графіків, діаграм. Працює з форматами зображень GIF, JPEG та PNG. Оцифровування ведеться ручним проставлянням необхідних точок по зображенню графіка. Працює в лінійній та логаріфмічних шкалах. Має слабкорозвинуті засоби автоматичного та напів-автоматичного опрацювання зображення.
Доступна для платформ Linux, Windows, MacOS. Розповсюджується на умовах ліцензії GPL

## Сайт програми
- plotdigitizer.sourceforge.net [Архівовано 7 квітня 2011 у Wayback Machine.]